# Hiroshi Nikaidō
Hiroshi Nikaidō (em japonês:  二階堂 溥, Nikaidō Hiroshi; Tóquio,  26 de março de 1932) é um microbiologista e bioquímico japonês.
Recebeu o Prêmio Paul Ehrlich e Ludwig Darmstaedter de 1969. Em 2005 foi eleito membro da Academia de Artes e Ciências dos Estados Unidos e em 2009 da Academia Nacional de Ciências dos Estados Unidos.